# 社會主義帝國黨
社會主義帝國黨（德語：Sozialistische Reichspartei Deutschlands）是1949年第二次世界大战后在西德公开成立的新纳粹政党，分裂自民族主义保守政党德意志权利党，创始人为原纳粹德国军官奥托·恩斯特·雷莫。该党在德国西北部地区选举中取得了一些成功，1952年因违反德国刑法第86条第一款，该党成为被德国联邦宪法法院第一个判决取缔的政党。